# Todorovce
Todorovce (cyr. Тодоровце) – wieś w Serbii, w okręgu jablanickim, w mieście Leskovac. W 2011 roku liczyła 477 mieszkańców.